# Piotr Śliskowski
Piotr Śliskowski (ur. 8 lipca 1971 w Łodzi) – polski operator filmowy.

## Życiorys
Ukończył studia w zakresie sztuki operatorskiej na Wydziale Operatorskim i Realizacji Telewizyjnej Państwowej Wyższej Szkoły Filmowej, Telewizyjne i Teatralnej w Łodzi w Łodzi (1990), w 2016 broniąc dyplom. Jest członkiem, a od 2019 przewodniczącym Stowarzyszenia Autorów Zdjęć Filmowych (PSC). Jest wykładowcą w Łódzkiej Szkole Filmowej.

### Życie prywatne
Ma syna Cypriana Śliskowskiego – operatora kamery.

## Wyróżnienia
- Nagroda za zdjęcia do teledysku „You may be in love” Blue Café na XII Festiwalu Polskich Wideoklipów „Yach Film” (2003)
- Wyróżnienie w Konkursie Filmów Polskich za film „Mistrz” na festiwalu „Camerimage” (2005)
- Nagroda „Jańcio Wodnik” za zdjęcia do filmu „Mistrz” na Ogólnopolskim Festiwal Sztuki Filmowej „Prowincjonalia” we Wrześni (2006)
- Nagroda za zdjęcia za film „Śmierć rotmistrza Pileckiego” na Festiwalu Teatru Polskiego Radia i Teatru Telewizji Polskiej „Dwa Teatry” w Sopocie (2007)[1]
- Nominacja do nagrody Złotej Kaczki za film „Piksele” (2009)
- Nominacja do nagrody Złotej Kaczki za film „Generał Nil” (2009)[3]
- Nagroda Mediów Publicznych – Nagroda Specjalna TVP za serial „Stulecie Winnych” (2021)[1]
- Nagroda Mediów Publicznych w kategorii „Obraz”, wspólnie z Filipem Zylberem za serial „Dewajtis” (2023)[4]

## Zdjęcia

### Filmy
- 1993: „Odejście”
- 1994: „Koniec zabawy”
- 2001: „Weiser”
- 2003: „Pornografia”
- 2003: „Through Hell for Hitler”
- 2005: „Mistrz”
- 2005: „Solidarność, Solidarność...”
- 2006: „Jasminum”
- 2009: „Generał Nil”
- 2009: „Piksele”
- 2010: „Joanna”
- 2010: „Trick”
- 2011: „80 milionów”
- 2012: „Mój rower”
- 2014: „Piąte: Nie odchodź!”
- 2017: „Reakcja łańcuchowa”
- 2018: „303. Bitwa o Anglię”
- 2018: „Kantor. Nigdy tu już nie powrócę”
- 2019: „Piłsudski”
- 2021: „Kryptonim Polska”
- 2021: „Śmierć Zygielbojma”
- 2024: „Sami swoi. Początek”[1]

### Seriale
- 2000–2001: „Przeprowadzki”
- 2005: „Magda M.”
- 2006: „Oficerowie”
- 2008: „Trzeci oficer”
- 2012: „Trick”
- 2014: „Czas honoru. Powstanie”
- 2015: „Powiedz tak”
- 2016: „Kaprys losu”
- 2017 „Miasto skarbów”
- 2019–2022: „Stulecie Winnych”
- 2022: „Kryptonim Polska”
- 2023: „Dewajtis”[1]